# Tomàs Monserrat Ginard
Tomàs Monserrat Ginard (Llucmajor, Mallorca, 1873-1944), fou un prevere i fotògraf mallorquí.
Monserrat estudià al Seminari Conciliar de Sant Pere de Palma. Residí sempre al seu poble, on potencià les associacions catòliques i fou un dels mestres de l'escola catòlica del Pòsit de Nova Creació. Entre 1909 i 1925 tengué cura dels serveis religiosos de s'Arenal. Afeccionat a la fotografia, retratà un gran nombre de personatges de Llucmajor. Normalment eren retratats els diumenges. Les imatges eren fetes al pati de ca seva. Cobria la terra amb un domàs i col·locava al fons un rellotge o una cadira amb dos llibres. En alguna ocasió, fotografià la gent amb la roba de feina i davant un escenari natural. Se situa al marge de tot corrent estètic.
La major part del material utilitzat per Tomàs Monserrat ha desaparegut. El fotògraf llucmajorer Toni Catany pogué recuperar unes 150 plaques de vidre de 9x12 i 13x18, que reproduí en el llibre Tomàs Monserrat. Retratista d'un poble, 1873-1944 (Palma 1983). Catany el considera allò que en pintura hom anomena un naïf. Moltes altres plaques havien desaparegut, així com els decorats i les diverses càmeres de tipus estàndard que usà.